# Zonguldak Kömürspor
Zonguldak Kömürspor is een Turkse voetbalclub uit Zonguldak, gelegen in de Zwarte Zeeregio. De clubkleuren zijn rood en marineblauw. Thuishaven van de club is het Karaelmas Kemal Köksalstadion, dat plaats biedt aan 13.795 toeschouwers.

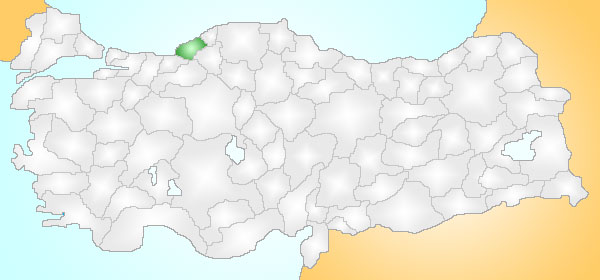
Zonguldak ligt in de Zwarte Zeeregio.

## Historie
De club werd opgericht in 1986. De club heeft zijn naam te danken aan de mijnbouw, met name de winning van ijzererts. Demir Madencilik Dilaverspor wijzigde in 2011 de naam naar Zonguldak Kömürspor, nadat het in een onderlinge duel in de play-off met 4-2 te sterk was tegen Zonguldakspor. Het betekende degradatie naar de Zonguldak 1e Amateurklasse voor Zonguldakspor, dat zijn naam zou wijzigen naar Fener Spor Kulübü. Zonguldak Kömürspor verdiende met de zege een plek in de Bölgesel Amatör Lig, het regionaal amateurniveau.
Aan het einde van het seizoen 2013/14 werd het team kampioen in Groep X van de Bölgesel Amatör Lig. Door Zara Belediyespor met 2-0 te verslaan werd promotie naar de Spor Toto 3. Lig afgedwongen. Het opvolgende seizoen 2014/15 eindigde de ploeg als derde in Groep I van de Spor Toto 3. Lig. In de halve finales van de play-offs voor promotie was Istanbulspor met 0-0 en 1-1 te sterk; de uit gescoorde doelpunten waren beslissend. Jaargang 2015/16 werd het team vierde in Groep I van de Spor Toto 3. Lig. De play-offs werden andermaal bereikt. In de halve finales werd Tirespor 1922 verslagen. In de finalewedstrijd in  Çanakkale werd Kızılcabölükspor met 2-1 aan de kant gezet. Promotie naar de Spor Toto 2. Lig was het resultaat.

## Supportersgroepen
Zonguldak Kömürspor kent Ultras Elmas en Genç Zonguldaklılar als supportersgroepen.

## Gespeelde divisies
- Spor Toto 2. Lig:

2016-
- Spor Toto 3. Lig: 2

2014-2016
- Bölgesel Amatör Lig: 3

2011-2014
- Amateurdivisies: 25

1986-2011
Groep I : 23 Elazığ FK · Anadolu Üniversitesi · Artvin Hopaspor · Belediye Kütahyaspor · Bornova 1877 · Bulvarspor · Bursaspor · Düzcespor · Ergene Velimeşe SK · Kahramanmaraşspor · Karşıyaka · Kırşehir Futbol SK ·  Kuşadasıspor · Muş 1984 Muşspor · Silifke Belediyespor · Tokat Belediye Plevnespor

Groep II :Adıyamam FK · Amasyaspor FK · Balıkesirspor · Beykoz İshaklı Spor · Çayelispor · Etimesgut Belediyespor · Fatsa Belediyespor · İnegöl Kafkas · Kelkit Hürriyet SK · Mazıdağı Fosfatspor · Muğlaspor · Nevşehir Belediyespor · Silivrispor · Tire 2021 FK · Türkmetal 1963 Spor · Uşakspor

Groep III : 1922 Konyaspor · 52 Orduspor · Alanya Kestelspor · Aliağa FK · Ayvalıkgücü Belediyespor · Bayburt Özel İdarespor · Bursa Yıldırımspor · Çankaya SK · Çorluspor 1947 · Efeler 09 Spor · Karabük İdmanyurduspor · Küçükçekmece Sinop SK · Osmaniyespor FK ·  Pazarspor · Viranşehir Belediyespor · Yozgat Belediyesi Bozokspor

Groep IV : 1926 Polatlı Belediyespor · Ağrı 1970 Spor · Bergama SF · Büyükçekmece Tepecikspor · Denizlispor · Edirnespor · Kahramanmaraş İstiklalspor · Kırıkkalegücü Futbol SK · Mardin 1969 Spor · Niğde Belediyespor · Orduspor 1967 · Sebat Gençlikspor · Talasgücü Belediyespor ·  Turgutluspor · Zonguldak Kömürspor